# Фридрих IV (Швабия)
Вижте пояснителната страница за други личности с името Фридрих IV.
Фридрих IV, наричан Фридрих фон Ротенбург (на немски: Friedrich IV, Friedrich von Rothenburg; * края на 1144/1145; † 19 август 1167, Рим), от династията Хоенщауфен, е от 1152 до 1167 г. херцог на Швабия.

## Живот
Фридрих е вторият син на римския крал Конрад III и на Гертруда фон Зулцбах, дъщеря на граф Беренгар I от Зулцбах. Майка му е сестра на императрица Берта фон Зулцбах, съпругата на византийския император Мануил I Комнин. Той е брат на римския крал Хайнрих Беренгар († 1150).
Фридрих се нарича на собствеността си около замък Ротенбург в Средна Франкия „Dux de Rothenburg“ (бащата на първата съпруга на баща му, Гертруда фон Комбург, бил граф на Ротенбург).
След смъртта на баща му (1152) той е още малолетен и неговият братовчед Фридрих I Барбароса е избран за римски крал. Той го поставя през 1152 г. като херцог на Швабия и управлява херцогството като негов опекун. Освен това той получава Егерланд.
През 1157 г. той става рицар. След това участва в боевете на Барбароса в Италия. През 1166 г. Барбароса жени Фридрих IV за дванадесетгодишната Гертруда (* 1154, † 1 юни 1197) от род Велфи, дъщеря на Хайнрих Лъв, херцог на Бавария и Саксония.
През 1167 г. Фридрих IV тръгва за Италия с императорската войска под командването на Барбароса. Там той се разболява от малария и умира на 19 август 1167 г. Погребан е в манастир Ебрах.
Фридрих няма деца и Барбароса дава Швабия след смъртта му на един от малките му синове. Гертруда се омъжва, вече пораснала, втори път през 1177 г. за по-късния (1182) крал на Дания Кнут VI († 12 април 1202).